# Ethere
Ethere è un EP della band finlandese Skepticism.

## Elenco Tracce
1. The March and the Stream – 12:03
2. Aether – 8:43
3. Chorale – 6:40